# Croix de l'ancien cimetière de Beaulandais
La croix de l'ancien cimetière de Beaulandais est une croix de cimetière située sur le territoire de la commune de Juvigny Val d'Andaine, en France.

## Localisation
La croix est située dans le département de l'Orne, à l'ouest de l'église Saint-Étienne de Beaulandais, commune déléguée  de Juvigny Val d'Andaine, à l'endroit de l'ancien cimetière.

## Historique
La croix est datée de 1628. Elle est inscrite au titre des monuments historiques depuis le 7 novembre 1938.